# Kingsley (Iowa)
Kingsley è una città degli Stati Uniti d'America, situata nello Stato dell'Iowa, nella contea di Plymouth.